# Доминик Пићили
Доминик Хинко Пићили (хрв. Dominik Hinko Piccili) је био усташки пуковник и заповедник радне службе логора III Јасеновац.

## Биографија
Пићили је по струци био грађевински инжењер, Далматинац из Славонске Пожеге италијанског порекла. Ступио је у Усташку одбрану 1942. и постао је заповедник радне службе логора III Јасеновац. Постао је познат по изградњи Пићилијеве пећи, крематоријума који је постојао у оквиру концентрационог логора Јасеновац.
Пићили не само да је сам присуствовао Јасеновцу, већ је предводио делегацију усташа у хрватском концентрационом логору Осијека, у логору Тења.  Успео је да убеди неке занатлије да са породицама дођу у логор Јасеновац ради послова у радионицама. Дана 18. августа 1942. стигло око 200-300 људи, сви су побијени по доласку.
„У другом случају, видео сам око двадесет пет затвореника обешених, а једна жена међу њима је имала малу децу у логору. Током вешања њена деца су плакала пред њом и хватала је за сукњу, али је Фицили шутнула ту шестогодишњу девојчицу. тако јако да јој је његова чизма разбила лобању“.— Државна истражна комисија, стр. 26.
Био је командант логора, све до априла 1944. године, када је дошао Динко Шакић. Такође је конструисао, током свог времена као команданта, грнчарију у којој су од костију и људске масти претварали сапун.
Постојећу пећ за производњу и печење цигле Доминик Пићили је наменио за уништавање логораша и српске деце. Заједно са бившим заповедницима логора III Јасеновац Љубом Милошем, Динком Шакићем и Мирославом Филиповићем-Мајсторовићем ради затирања трагова злочина организовао је спаљивање убијених и умрлих логораша. Доминик Пићили је такође учествовао у убијању преосталих логораша априла 1945. године.
После завршетка рата на тлу Југославије 15. маја 1945. године, бежи у Италију и губи му се сваки траг.